# Pieter van Braam
Pieter van Braam (Vianen, 22 december 1740 - Dordrecht, 28 september 1817) was een Nederlands dichter.

## Biografie
Pieter van Braam, zoon van de predikant Cornelius van Braam en kleinzoon van de Dordtse boekhandelaar Jan van Braam, werd na zijn opleiding aan de Latijnse school van Dordrecht in Amsterdam opgeleid voor het vak van boekhandelaar. Vanwege het overlijden van zijn oom Willem van Braam, moest hij de familiezaak in Dordrecht gaan leiden. Naast zijn vak als boekhandelaar publiceerde Van Braam veel gedichten, zowel in het Latijn als in het Nederlands. Ook vertaalde hij onder meer Mariamne een treurspel van Voltaire in 1774.

## Gedichten van Pieter van Braam
| Naar aanleiding van het portret van Jacob van Strij | Vertaling Stabat Mater Dolorosa |
| --- | --- |
| 0 ja! Dus leeft, dus denkt, dus spreekt mijn vriend Van Strij, Gevoel voor waar en schoon blinkt in deez’ schilderij, Het nijdig euvel spreidt een smertfloers op ‘s mans trekken, Gelaten mannen, moed blijft in dit oog te ontdekken, Moed, die deez’ hand bezield, hoe leider ongesteld, Als hij ons leven schept in bosch en stroom en veld. door: Pieter van Braam (1740-1817) ca 1812 | Met de tranen op de wangen In het knellendst boezemprangen By het kruis, dat Jesus droeg, Stond de Moeder neêrgebogen, Met in rouw verstarrende oogen, Die zy nokkend op Hem sloeg. door: Pieter van Braam (1740-1817) Eerste strofe van Stabat Mater Dolorosa |